# BRM P61
Chronologie des modèles (1963)
BRM P57 BRM P261
La BRM P61 est une monoplace de Formule 1 engagée par l'écurie britannique British Racing Motors au cours de la saison 1963. Conçue sous la direction technique de Tony Rudd, cette voiture intègre une structure monocoque pour sa partie centrale, la partie arrière étant tubulaire. Apparue aux essais du Grand Prix des Pays-Bas, elle ne fut pas retenue pour la course, faute de mise au point. Elle disputa sa première course une semaine plus tard, à l'occasion du Grand Prix de France, où Hill termina troisième malgré une pénalisation d'une minute pour aide extérieure. Dans les épreuves suivantes, le champion britannique préféra courir sur la P57. Il utilisa néanmoins une seconde fois la P61 à l'occasion du Grand Prix d'Italie ; disputant la victoire à Jim Clark et Dan Gurney jusqu'à la mi-course, il dut ensuite renoncer à cause d'un embrayage défectueux. Moins fiable et moins homogène que sa devancière P57, la P61 ne fut plus jamais alignée en course, l'équipe achevant la saison 1963 avec l'ancienne voiture, développant en parallèle la P261 (parfois appelée P61/2), intégralement monocoque, pour l'année suivante.